# Antigrella orissana
Antigrella orissana is een hooiwagen uit de familie Sclerosomatidae. De wetenschappelijke naam van Antigrella orissana gaat terug op Roewer.